# Cram Motorsport
Cram Motorsport es una escudería italiana de automovilismo con base en Erba, Italia. La escudería fue fundada en 1994 por Simone Rosei y Gabriele Rosei.

## Resultados

### Categorías actuales

#### Campeonato de EAU de Fórmula 4
| Temporada | Monoplaza      | Piloto           | Carreras | Victorias | Poles | VR | Puntos | Pos. | Pos. |
| --------- | -------------- | ---------------- | -------- | --------- | ----- | -- | ------ | ---- | ---- |
| 2017-18   | Tatuus F4-T014 | Tom Beckhäuser   | 22       | 1         | 1     | 0  | 262    | 3.º  | 4.º  |
| 2019      | Tatuus F4-T014 | Filip Kaminiarz  | 20       | 0         | 0     | 0  | 102    | 9.º  | 4.º  |
| 2021      | Tatuus F4-T014 | Enzo Trulli      | 19       | 4         | 0     | 5  | 319    | 1.º  | 2.º  |
| 2021      | Tatuus F4-T014 | Enzo Scionti     | 20       | 0         | 0     | 0  | 43     | 13.º | 2.º  |
| 2022      | Tatuus F4-T421 | Ricardo Escotto  | 20       | 0         | 0     | 0  | 0      | 25.º | 10.º |
| 2022      | Tatuus F4-T421 | Anshul Gandhi    | 20       | 0         | 0     | 0  | 0      | 32.º | 10.º |
| 2023      | Tatuus F4-T421 | Sebastian Murray | 15       | 0         | 0     | 0  | 0      | 30.º | 13.º |
| 2023      | Tatuus F4-T421 | Flavio Olivieri  | 15       | 0         | 0     | 0  | 0      | 38.º | 13.º |

#### Campeonato de Italia de Fórmula 4
| Temporada | Monoplaza      | Piloto               | Carreras | Victorias | Poles | VR | Puntos | Pos. | Pos. |
| --------- | -------------- | -------------------- | -------- | --------- | ----- | -- | ------ | ---- | ---- |
| 2014      | Tatuus F4-T014 | Mattia Drudi         | 21       | 4         | 1     | 5  | 237    | 2.º  | 8.º  |
| 2014      | Tatuus F4-T014 | Edi Haxhiu           | 21       | 0         | 0     | 0  | 32     | 14.º | 8.º  |
| 2014      | Tatuus F4-T014 | Robert Shwartzman    | 6        | 0         | 0     | 0  | 26     | 16.º | 8.º  |
| 2014      | Tatuus F4-T014 | Max Defourny         | 3        | 0         | 0     | 0  | 9      | 20.º | 8.º  |
| 2014      | Tatuus F4-T014 | Giovanni Altoè       | 15       | 0         | 0     | 0  | 1      | 24.º | 8.º  |
| 2016      | Tatuus F4-T014 | Leonard Hoogenboom   | 21       | 0         | 0     | 0  | 20     | 23.º | 12.º |
| 2016      | Tatuus F4-T014 | Manuel Maldonado     | 19       | 0         | 0     | 0  | 0      | 36.º | 12.º |
| 2016      | Tatuus F4-T014 | Aleksandr Vartanyan  | 3        | 0         | 0     | 0  | 0      | 39.º | 12.º |
| 2016      | Tatuus F4-T014 | Ahmad Al-Muhanadi    | 3        | 0         | 0     | 0  | 0      | 43.º | 12.º |
| 2017      | Tatuus F4-T014 | Tom Beckhäuser       | 15       | 0         | 0     | 0  | 0      | 16.º | 7.º  |
| 2017      | Tatuus F4-T014 | Andrea Dell Accio    | 21       | 0         | 0     | 0  | 0      | 17.º | 7.º  |
| 2017      | Tatuus F4-T014 | Leonard Hoogenboom   | 6        | 0         | 0     | 0  | 5      | NC   | 7.º  |
| 2017      | Tatuus F4-T014 | Mariano Lavigna      | 3        | 0         | 0     | 0  | 0      | NC   | 7.º  |
| 2017      | Tatuus F4-T014 | Christian Cobellini  | 3        | 0         | 0     | 0  | 0      | NC   | 7.º  |
| 2018      | Tatuus F4-T014 | Umberto Laganella    | 20       | 0         | 0     | 0  | 33     | 15.º | 8.º  |
| 2018      | Tatuus F4-T014 | Ilya Morozov         | 18       | 0         | 0     | 0  | 15     | 19.º | 8.º  |
| 2018      | Tatuus F4-T014 | Daniel Vebster       | 6        | 0         | 0     | 0  | 0      | 32.º | 8.º  |
| 2018      | Tatuus F4-T014 | Andrea Dell Accio    | 21       | 0         | 0     | 0  | 0      | 35.º | 8.º  |
| 2018      | Tatuus F4-T014 | Emilio Cipriani      | 21       | 0         | 0     | 0  | 0      | 36.º | 8.º  |
| 2018      | Tatuus F4-T014 | Francesco Garisto    | 6        | 0         | 0     | 0  | 0      | 44.º | 8.º  |
| 2019      | Tatuus F4-T014 | Roee Meyuhas         | 21       | 0         | 0     | 0  | 15     | 20.º | 10.º |
| 2019      | Tatuus F4-T014 | Francesco Simonazzi  | 12       | 0         | 0     | 0  | 4      | 22.º | 10.º |
| 2019      | Tatuus F4-T014 | Daniel Vebster       | 20       | 0         | 0     | 0  | 0      | 27.º | 10.º |
| 2019      | Tatuus F4-T014 | Emilio Cipriani      | 21       | 0         | 0     | 1  | 0      | 30.º | 10.º |
| 2019      | Tatuus F4-T014 | Jose Muggiati        | 3        | 0         | 0     | 0  | 0      | 39.º | 10.º |
| 2020      | Tatuus F4-T014 | Andrea Rosso         | 19       | 3         | 1     | 1  | 172    | 5.º  | 4.º  |
| 2020      | Tatuus F4-T014 | Mateusz Kaprzyk      | 12       | 0         | 0     | 0  | 12     | 18.º | 4.º  |
| 2020      | Tatuus F4-T014 | Nicolás Baptiste     | 5        | 0         | 0     | 0  | 1      | 27.º | 4.º  |
| 2020      | Tatuus F4-T014 | Georgis Markogiannis | 6        | 0         | 0     | 0  | 0      | 32.º | 4.º  |
| 2020      | Tatuus F4-T014 | Vittorio Catino      | 8        | 0         | 0     | 0  | 0      | 34.º | 4.º  |
| 2021      | Tatuus F4-T014 | Nicolás Baptiste     | 21       | 0         | 0     | 0  | 14     | 25.º | 10.º |
| 2021      | Tatuus F4-T014 | Vittorio Catino      | 9        | 0         | 0     | 0  | 2      | 30.º | 10.º |
| 2021      | Tatuus F4-T014 | Georgis Markogiannis | 15       | 0         | 0     | 0  | 0      | 38.º | 10.º |
| 2021      | Tatuus F4-T014 | Marcos Flack         | 3        | 0         | 0     | 0  | 0      | 42.º | 10.º |
| 2021      | Tatuus F4-T014 | Rocco Mazzola        | 3        | 0         | 0     | 0  | 0      | 43.º | 10.º |
| 2021      | Tatuus F4-T014 | Suleiman Zanfari     | 3        | 0         | 0     | 0  | 0      | 44.º | 10.º |
| 2022      | Tatuus F4-T421 | Georgis Markogiannis | 14       | 0         | 0     | 0  | 0      | 38.º | 13.º |
| 2022      | Tatuus F4-T421 | Ricardo Escotto      | 6        | 0         | 0     | 0  | 0      | 47.º | 13.º |
| 2022      | Tatuus F4-T421 | Nelson Neto          | 3        | 0         | 0     | 0  | 0      | 53.º | 13.º |
| 2022      | Tatuus F4-T421 | Nicholas Monteiro    | 6        | 0         | 0     | 0  | 0      | 54.º | 13.º |

#### Campeonato de España de F4
| Temporada | Monoplaza      | Piloto              | Carreras | Victorias | Poles | VR | Puntos | Pos. | Pos. |
| --------- | -------------- | ------------------- | -------- | --------- | ----- | -- | ------ | ---- | ---- |
| 2022      | Tatuus F4-T421 | Ricardo Escotto     | 17       | 0         | 0     | 0  | 4      | 22.º | 9.º  |
| 2022      | Tatuus F4-T421 | Anshul Gandhi       | 12       | 0         | 0     | 0  | 0      | 28.º | 9.º  |
| 2022      | Tatuus F4-T421 | Nelson Neto         | 3        | 0         | 0     | 0  | 0      | 33.º | 9.º  |
| 2022      | Tatuus F4-T421 | Gianmarco Pradel    | 3        | 0         | 0     | 0  | 0      | NC   | 9.º  |
| 2022      | Tatuus F4-T421 | Francisco Soldavini | 3        | 0         | 0     | 0  | 0      | NC   | 9.º  |

## Línea de tiempo
| Categorías actuales                         | Categorías actuales             |
| ------------------------------------------- | ------------------------------- |
| Campeonato de Italia de Fórmula 4           | 2014, 2016–                     |
| Campeonato de EAU de Fórmula 4              | 2017–2019, 2021–                |
| Campeonato de España de F4                  | 2022–                           |
| Categorías pasadas                          |                                 |
| Eurocopa de Fórmula Renault                 | 1996–2007, 2010–2011, 2015–2016 |
| Fórmula Renault Italiana                    | 2000–2009                       |
| Campeonato de Alemania de Fórmula 3         | 2001                            |
| World Series Fórmula V8 3.5                 | 2005–2007                       |
| Fórmula Master Internacional                | 2007–2009                       |
| Fórmula Renault 2.0 Alpes                   | 2008–2009, 2011–2012, 2014–2015 |
| Fórmula Renault 2.0 Británica               | 2010                            |
| Copa de Europa del Norte de Fórmula Renault | 2010–2011, 2016, 2018           |
| Formula Abarth                              | 2010–2013                       |
| Copa Porsche Carrera                        | 2012                            |
| ADAC Fórmula 4                              | 2019                            |
| Campeonato Italiano de GT                   | 2020                            |